# Skierka canarii
Skierka canarii är en svampart som beskrevs av Racib. 1900. Skierka canarii ingår i släktet Skierka och familjen Pileolariaceae.   Inga underarter finns listade i Catalogue of Life.